# コミックG.G.
コミックG.G.（ジーメン画報）とは、日本で唯一のゲイ漫画専門誌である。発売元は株式会社古川書房（現 メディレクト）。

## 概要
2011年1月創刊（一般書店での創刊号発売は2011年2月）。レーベルは「爆男コミックス」で、それまで同レーベルで発売された『爆男』『激男』『裏 激男（ウラゲキ）』およびそれらとは独立して発売された『GBless』といった漫画誌に続く形で創刊された。毎号異なるテーマを設定し、それに沿って複数の作家が描いた作品を掲載するというアンソロジーコミックの形態を取っている。
表紙については、創刊から一貫してTAMAが担当。価格は税込1440円。一部既刊は電子書籍化されて配信されている。

## 内容
「G-men史上初 G-menの名を冠したコミック誌」とうたっているように、月刊『G-men』で活動している作家が多数参加しており、収録作品も『G-men』同様、筋肉などの男性的要素を強調したものが多い。そのほか、『G-men』掲載作の番外編が収録されている巻もある。
『G-men』の作家が多く参加している一方、『コミックG.G.』のみに掲載されている作家も存在する。また、『コミックG.G.』から『G-men』へ活動の場を広げた作家もいる。
基本的には読み切り漫画をメインに収録しているが、シリーズものが掲載されている巻もある。そのほか、過去に他誌で掲載された作品が再録されている巻もある。

## 既刊
一般書店での発売日を記載しているが、詳細不明のものは自社通販での発売日を記載。
- No.01 凌辱！体育会　2011年2月10日発売　ISBN 978-4-89236-450-1

作家 - 戦艦コモモ、戎橋政造、NODAガク、市川和秀、虎徹、貞李、晃次郎、うしまん、Netcub
- No.02 凌辱！リーマン　2011年5月20日発売　ISBN 978-4-89236-453-2

作家 - 児雷也、菅嶋さとる、NODAガク、戦艦コモモ、市川和秀、Netcub、貞李、虎徹、うしまん
再録 - TAMA
- No.03 屋外交尾　2011年8月20日発売　ISBN 978-4-89236-455-6

作家 - TAMA、犬太、NODAガク、市川和秀、戦艦コモモ、菅嶋さとる、不動剣、貞李、田中哲也、ヒコ
- No.04 エロいガチムチ&ベアーズ　2011年10月26日発売　ISBN 978-4-89236-457-0

作家 - jin、ばんじゃく、戦艦コモモ、NODAガク、菅嶋さとる、ヒコ、市川和秀、貞李
- No.05 乱交　2012年2月10日発売　ISBN 978-4-89236-459-4

作家 - 平良雷蔵、ばんじゃく、戦艦コモモ、NODAガク、菅嶋さとる、ヒコ、市川和秀、Netcub
- No.06 肉体労働者　2012年5月20日発売　ISBN 978-489236-462-4

作家 - 児雷也、戎橋政造、TAMA、NODAガク、戦艦コモモ、菅嶋さとる、市川和秀、ヒコ、Netcub、虎徹、田中哲也
- No.07 真夏のハッテン場　2012年9月3日発売　ISBN 978-4-89236-466-2

作家 - 戦艦コモモ、NODAガク、ばんじゃく、戎橋政造、菅嶋さとる、ヒコ、市川和秀、田中哲也、黒虎
- No.08 エロいおっさん　2012年11月10日発売　ISBN 978-489236-468-6

作家 - 戦艦コモモ、菅嶋さとる、ヒコ、戎橋政造、ばんじゃく、市川和秀、NODAガク、虎徹
- No.09 ガッチビ攻め　2013年2月10日発売　ISBN 978-489236-472-3

作家 - 戦艦コモモ、ばんじゃく、市川和秀、菅嶋さとる、ヒコ、NODAガク、貞李、戎橋政造
- No.10 のぞき・レイプ・痴漢　2013年5月20日発売　ISBN 978-489236-475-4

作家 - ヒコ、戦艦コモモ、NODAガク、市川和秀、晃次郎、菅嶋さとる、貞李、バミ、花村秀一
再録 - 小日向
- No.11 真夏のキセキ～年齢差を超えて～　2013年8月23日発売　ISBN 978-489236-479-2

作家 - ばんじゃく、NODAガク、晃次郎、ヒコ、戦艦コモモ、市川和秀、菅嶋さとる、花村秀一
- No.12 相棒　2013年11月23日発売　ISBN 978-489236-482-2

作家 - SUV、小日向、ばんじゃく、戎橋政造、戦艦コモモ、ヒコ、市川和秀、花村秀一、貞李、菅嶋さとる
- No.13 肉職男児　2014年6月25日発売　ISBN 978-489236-485-3

作家 - 戦艦コモモ、市川和秀、ヒコ、菅嶋さとる、小日向、おタケ
再録 - 晃次郎、巽大悟
同人 - 越智多たいじ